# Liste der Beiträge für den besten fremdsprachigen Film für die Oscarverleihung 2002
Die folgenden 51 Filme, alle aus verschiedenen Ländern, waren Vorschläge in der Kategorie Bester fremdsprachiger Film für die Oscarverleihung 2002. Die hervorgehobenen Titel waren die fünf letztendlich nominierten Filme, welche aus den Ländern Argentinien, Bosnien und Herzegowina, Frankreich, Indien sowie Norwegen stammen. Der Oscar ging an No Man’s Land von Danis Tanović, welcher aus Bosnien und Herzegowina stammt.
Zum ersten Mal gab es Vorschläge aus Armenien und Tansania.

## Beiträge
| Land                    | Deutscher Verleihtitel                        | Originaltitel                                                | Sprache(n)                        | Regisseur(e)                 | Ergebnis        |
| ----------------------- | --------------------------------------------- | ------------------------------------------------------------ | --------------------------------- | ---------------------------- | --------------- |
| Albanien                | Slogans                                       | Parullat                                                     | Albanisch                         | Gjergj Xhuvani               | Nicht nominiert |
| Algerien                | Inschallah – Endlich Sonntag                  | (إن شاء الله الأحد) Inch’Allah Dimanche                      | Arabisch, Französisch             | Yamina Benguigui             | Nicht nominiert |
| Argentinien             | Der Sohn der Braut                            | El hijo de la novia                                          | Spanisch                          | Juan José Campanella         | Nominiert       |
| Armenien                | Symphonie der Stille                          | Լռության Սիմֆոնիա (Lrutyan Simfonia)                         | Armenisch                         | Vigen Chaldranyan            | Nicht nominiert |
| Australien              | Die schöne Spanierin                          | La Spagnola                                                  | Spanisch, Italienisch, Englisch   | Steve Jacobs                 | Nicht nominiert |
| Belgien                 | Pauline & Paulette                            | Pauline & Paulette                                           | Niederländisch                    | Lieven Debrauwer             | Nicht nominiert |
| Bosnien und Herzegowina | No Man’s Land                                 | Ničija zemlja                                                | Bosnisch, Englisch                | Danis Tanović                | Gewonnen        |
| Brasilien               | Hinter der Sonne                              | Abril Despedaçado                                            | Portugiesisch                     | Walter Salles                | Nicht nominiert |
| Bulgarien               | Ein Rattendasein                              | Sudbata kato pluh (Съдбата като плъх)                        | Bulgarisch                        | Iwan Pawlow                  | Nicht nominiert |
| Chile                   | Taxi para 3 – Taxi für 3                      | Taxi para tres                                               | Spanisch                          | Orlando Lübbert              | Nicht nominiert |
| Dänemark                | Italienisch für Anfänger                      | Italiensk for begyndere                                      | Dänisch                           | Lone Scherfig                | Nicht nominiert |
| Deutschland             | Das Experiment                                | Das Experiment                                               | Deutsch                           | Oliver Hirschbiegel          | Nicht nominiert |
| Estland                 | Das Herz der Bärin                            | Karu süda                                                    | Estnisch, Russisch                | Arvo Iho                     | Nicht nominiert |
| Finnland                | Joki – Der Fluss                              | Joki                                                         | Finnisch                          | Jarmo Lampela                | Nicht nominiert |
| Frankreich              | Die fabelhafte Welt der Amélie                | Le Fabuleux Destin d'Amélie Poulain                          | Französisch                       | Jean-Pierre Jeunet           | Nominiert       |
| Georgien                | Angelozis gadaprena                           | Angelozis gadaprena (ანგელოზის გადაფრენა)                    | Georgisch                         | Nodar Managadze              | Nicht nominiert |
| Griechenland            | Enas ki enas                                  | Ένας κι ένας (Enas ki enas)                                  | Griechisch                        | Nikos Zapatinas              | Nicht nominiert |
| Hongkong                | Fulltime Killer                               | 全職殺手 (Chuen jik sat sau)                                 | Kantonesisch, Japanisch, Englisch | Wai Ka-Fai, Johnnie To       | Nicht nominiert |
| Indien                  | Lagaan – Es war einmal in Indien              | लगान (Lagaan)                                                 | Hindi, Bhojpuri, Englisch         | Ashutosh Gowariker           | Nominiert       |
| Iran                    | Baran                                         | باران (Baran)                                                | Persisch                          | Majid Majidi                 | Nicht nominiert |
| Island                  | Möwengelächter                                | Mávahlátur                                                   | Isländisch                        | Ágúst Guðmundsson            | Nicht nominiert |
| Israel                  | Hochzeit wider Willen                         | חתונה מאוחרת (Hatuna Meuheret)                               | Georgisch, Hebräisch              | Dover Kosashvili             | Nicht nominiert |
| Italien                 | Das Zimmer meines Sohnes                      | La stanza del figlio                                         | Italienisch                       | Nanni Moretti                | Nicht nominiert |
| Japan                   | Go                                            | GO                                                           | Japanisch                         | Isao Yukisada                | Nicht nominiert |
| BR Jugoslawien          | Rat uživo                                     | Рат уживо (Rat uživo)                                        | Serbisch                          | Darko Bajić                  | Nicht nominiert |
| Kanada                  | Atanarjuat – Die Legende vom schnellen Läufer | Atanarjuat                                                   | Inuktitut                         | Zacharias Kunuk              | Nicht nominiert |
| Kolumbien               | Die Madonna der Mörder                        | La virgen de los sicarios                                    | Spanisch                          | Barbet Schroeder             | Nicht nominiert |
| Kroatien                | Kraljica noći                                 | Kraljica noći                                                | Kroatisch                         | Branko Schmidt               | Nicht nominiert |
| Kirgisistan             | Maimil                                        | Маймыл (Maimil)                                              | Kirgisisch, Russisch              | Aktan Abdykalykow            | Nicht nominiert |
| Mexiko                  | Veilchenduft: Niemand hört dich               | Perfume de violetas, nadie te oye                            | Spanisch                          | Maryse Sistach               | Nicht nominiert |
| Niederlande             | Nynke                                         | Nynke                                                        | Westfriesisch, Niederländisch     | Pieter Verhoeff              | Nicht nominiert |
| Norwegen                | Elling                                        | Elling                                                       | Norwegisch                        | Petter Næss                  | Nominiert       |
| Österreich              | Die Klavierspielerin                          | La Pianiste                                                  | Französisch                       | Michael Haneke               | Nicht nominiert |
| Philippinen             | Gatas... Sa dibdib ng kaaway                  | Gatas... Sa dibdib ng kaaway                                 | Tagalog, Japanisch                | Gil Portes                   | Nicht nominiert |
| Polen                   | Quo vadis?                                    | Quo vadis?                                                   | Polnisch                          | Jerzy Kawalerowicz           | Nicht nominiert |
| Portugal                | Camarate                                      | Camarate                                                     | Portugiesisch                     | Luís Filipe Rocha            | Nicht nominiert |
| Puerto Rico             | 12 Horas                                      | 12 Horas                                                     | Spanisch                          | Raúl Marchand-Sánchez        | Nicht nominiert |
| Russland                | Die Romanows: Eine gekrönte Familie           | Романовы - Венценосная семья (Romanovy: Ventsenosnaya semya) | Russisch                          | Gleb Panfilow                | Nicht nominiert |
| Schweden                | Jalla! Jalla! Wer zu spät kommt …             | Jalla! Jalla!                                                | Schwedisch, Arabisch              | Josef Fares                  | Nicht nominiert |
| Schweiz                 | Auf die Liebe                                 | Éloge de l'amour                                             | Französisch                       | Jean-Luc Godard              | Nicht nominiert |
| Slowenien               | Brot und Milch                                | Kruh in mleko                                                | Slowenisch                        | Jan Cvitkovič                | Nicht nominiert |
| Spanien                 | Juana la Loca                                 | Juana la Loca                                                | Spanisch                          | Vicente Aranda               | Nicht nominiert |
| Taiwan                  | Yun zhuan shou zhi lian                       | Yun zhuan shou zhi lian (運轉手之戀)                         | Mandarin                          | Zhang Huakun, Chen Yi-wen    | Nicht nominiert |
| Tansania                | Maangamizi: The Ancient One                   | Maangamizi: The Ancient One                                  | Swahili, Englisch                 | Martin Mhando, Ron Mulvihill | Nicht nominiert |
| Thailand                | The Moonhunter                                | 14 ตุลา สงครามประชาชน (14 tula, songkram prachachon)          | Thailändisch                      | Bhandit Rittakol             | Nicht nominiert |
| Tschechien              | Dark Blue World                               | Tmavomodrý svět                                              | Tschechisch, Englisch, Deutsch    | Jan Svěrák                   | Nicht nominiert |
| Türkei                  | Hejar – Großer Mann, kleine Liebe             | Büyük adam küçük ask                                         | Türkisch, Kurdisch                | Handan İpekçi                | Nicht nominiert |
| Ungarn                  | Vereinsamt                                    | Torzók                                                       | Ungarisch                         | Arpád Sopsits                | Nicht nominiert |
| Uruguay                 | En la puta vida                               | En la puta vida                                              | Spanisch                          | Beatriz Flores Silva         | Nicht nominiert |
| Venezuela               | Ein Haus mit Meersicht                        | Una casa con vista al mar                                    | Spanisch                          | Alberto Aruelo               | Nicht nominiert |
| Vereinigtes Königreich  | Am Ende des Tages                             | Oed Yr Addewid                                               | Walisisch                         | Emlyn Williams               | Nicht nominiert |